# Kresilače
Kresilače (znanstveno ime Fomitopsis) so rod gliv iz družine kresilačark (Fomitopsidaceae).

## Seznam kresilač Slovenije[3]
- brezova kresilača (Fomitopsis betulina)
- smrekova kresilača (Fomitopsis pinicola)
- hrastova kresilača (Fomitopsis quercina)
- rožnata kresilača (Fomitopsis rosea)
- vrstna kresilača (Fomitopsis serialis)

V preteklosti je bila med kesilače uvrščena tudi lekarniška macesnovka (Laricifomes officinalis) kot lekarniška kresilača (Fomitopsis officinalis).